# Женская сборная Ямайки по волейболу
Женская национальная сборная Ямайки по волейболу (англ. Jamaica women's national volleyball team) — представляет Ямайку на международных волейбольных соревнованиях. Управляющей организацией выступает Волейбольная ассоциация Ямайки (англ. Jamaica Volleyball Association — JaVA).

## История
Волейбольная ассоциация Ямайки была основана в 1959 году и в 1961 вступила в ФИВБ.
Впервые женская волейбольная сборная страны была сформирована в 1992 году для участия в проводившемся на Ямайке Карибском чемпионате — турнире, в котором выступают национальные команды стран-членов Карибской зональной волейбольной ассоциации (CAZOVA). Дебют для ямайских волейболисток сложился удачно — 2-е место. Впоследствии сборная Ямайки ещё 10 раз принимала участие в подобных соревнованиях и в шести из них становилась призёром, а в 2023 впервые стала победителем турнира. В 2017 чемпионат CAZOVA принимала Ямайка и этот турнир был совмещён с полуфинальным этапом отбора на мировое первенство 2018. Команда Ямайки дошла до финала, где проиграла сборной Тринидада и Тобаго, не квалифицировалась в финальный этап мировой квалификации.      
Кроме участия в региональных чемпионатах, сборная Ямайки 5 раз заявлялась в квалификационные турниры чемпионатов мира, но в решающих стадиях противостоять сильнейшим командам континента была не в состоянии. В 2005 году ямайские волейболистки единственный раз в своей истории участвовали в розыгрыше Панамериканского Кубка, но в 6 проведённых матчах не сумели выиграть даже ни одной партии.
Заметную роль в сборной страны играли имеющие ямайские корни уроженки США и Канады. Прежде всего в этом ряду следует отметить недавних лидеров нынешней национальной команды Ямайки — сестёр Эскью и С.-Л.Уоллен. Особый интерес своим происхождением вызывает родившаяся в Канаде молодая волейболистка Талея Бишоп — внучка премьера-министра Гренады Мориса Бишопа, погибшего в 1983 году.

## Результаты выступлений и составы

### Чемпионаты мира
Сборная Ямайки принимала участие в 5 отборочных турнирах чемпионатов мира.
- 2002 — не квалифицировалась
- 2006 — не квалифицировалась
- 2010 — не квалифицировалась
- 2014 — не квалифицировалась
- 2018 — не квалифицировалась

- 2006 (квалификация): Трэси-Энн Прайс, Пола-Энн Портер-Джонс, Черин Ричардс, Камиль Дуайер, Энни Льюис, Таня Дистант, Птэмони Флетчер, Шедейки Гамильтон, Клаудия Миллер, Шаник Грин, Ромэйн Макнил, Черил Дэйли, Симон Форбс, Кай Райт, Жоржетт Кроуфорд-Крукс, Аваники Кемпбелл, Кимберли Карраха. Тренер — Ортнель Финдлей.
- 2010 (квалификация): Черин Ричардс, Лесия Браун, Шедейки Гамильтон, Камиль Дуайер, Аваники Кемпбелл, Тревен Смит, Кейфллон Фрэзер, Кай Райт, Хесия Миллер-Ливингстон, Клаудия Миллер, Мардрейк Хатчинсон, Черил Дэйли, Джоэль Уорринг, Дешон Дарлингтон. Тренер — Гэтэшью Боннер.
- 2014 (квалификация): Чери Томпсон, Лесия Браун, Шедейки Гамильтон, Камиль Дуайер, Аваники Кэмпбелл, Джиллиан Эскью, Брианна Лэкман, Макини Томпсон, Талея Бишоп, Кай Райт, Цахай Уильямс, Петаль Смит, Саша-Ли Уоллен, Найма Стеннетт, Симон Эскью, Таша-Гай Ричардс, Джойлин Томпсон, Тиффани Кларк. Тренеры — Гэтэшью Боннер (1-й и 2-й раунды); Ортнель Финдлей (3-й раунд).
- 2018 (квалификация): Чери Томпсон, Киара Ирвинг, Айко Джонс, Данэша Мосс, Кайла Уильямс, Файона Биннс, Саша-Ли Уоллен, Кай Райт, Рене Темпл, Таша-Гай Ричардс, Симон Эскью, Брианна Аткинсон, Каренса Бекфорд, Йоланда Миллер, Талея Бишоп, Петал Смит, Саша-Ли Томас, Черин Ричардс, Кавелл Уильямс. Тренер — Рикардо Чонг.

### Панамериканский Кубок
Сборная Ямайки участвовала только в одном розыгрыше Панамериканского Кубка.
- 2005 — 12-е место

### Карибский чемпионат
| - 1991 — не участвовала - 1992 — 3-е место - 1993 — не участвовала - 1994 — не участвовала - 1995 — не участвовала - 1996 — 2-е место - 1998 — 4-е место - 2000 — 3-е место - 2002 — не участвовала | - 2004 — 2-е место - 2006 — не участвовала - 2008 — 3-е место - 2010 — 5-е место - 2012 — 4-е место - 2014 — 2-е место - 2017 — 2-е место - 2018 — не участвовала - 2023 — 1-е место |

## Состав
Сборная Ямайки в Карибском чемпионате 2023
| №  | Имя, фамилия         | Год рождения | Рост | Амплуа      | Клуб                   |
| -- | -------------------- | ------------ | ---- | ----------- | ---------------------- |
| 4  | Шевонна Льюис        | 2000         | 168  | либеро      | UWI                    |
| 5  | Даниэль-Тавия Уотсон | 2000         | 166  | либеро      |                        |
| 6  | Майкел Вернон        | 2002         | 176  | нападающая  | Орегонский университет |
| 10 | Александрия Эшман    | 2001         | 170  | связующая   |                        |
| 11 | Симон Эскью          | 1990         | 180  | нападающая  | Сиенский колледж       |
| 14 | Кристина Ламсден     | 1995         | 175  | центральная | «GS Форест»            |
| 16 | Йоланда Миллер       | 1993         | 175  | центральная | «GS Форест»            |
| 17 | Эрика Харрис         | 1997         | 180  | нападающая  | UWI                    |
| 20 | Саша-Ли Томас        | 1995         | 184  | центральная |                        |
| 21 | Кешан Ливингстон     | 1997         | 180  | связующая   | «GS Форест»            |
| 22 | Анезия Эдвардс       | 1998         | 175  | центральная | UWI                    |

- Главный тренер — Рикардо Чонг.
- Тренеры — О’Нил Эбенкс, Черил Дэли, Тамика Джолли.